# Andre Paurnfeindt
Andre(as) Paurnfeindt (gelegentl. Pawrnfeyndt, Bauernfeind, Paurenfeint) war ein deutscher Fechtmeister des 16. Jahrhunderts und Autor des ersten gedruckten, illustrierten Buches zum  europäischen Schwertkampf.

## Leben
Über den Geburtsort und das frühe Leben des Fechtmeisters ist wenig bekannt. Die im 19. Jahrhundert von Karl Wassmannsdorff in die Wissenschaftsliteratur eingebrachte Behauptung zu dem Ursprung aus Ernstbrunn lässt sich nicht belegen. Ebenso seine weitergehende Behauptung über eine Immatrikulation des Fechtmeisters an der Universität von Wien 1513 trifft eine andere Person ähnlichen Namens. Der Ursprung des Fechtmeisters ist wohl in Lienz an der Stadtpfarrkirche Lienz (damals in der Erzdiözese Salzburg) zu verorten.
Seine Approbation als Freifechter und Fechtmeister gemäß Kaiserlicher Lizenz erhielt Paurnfeindt nach eigenen Aussagen in der Stadt Wien und nannte sich "Freyfechter czu Vienen in Österreich / nach kaislerlicher Begreiffung vnd kurczlicher verstendnuszn”.
Andre Paurnfeindt war nach eigenen Angaben ein Trabant der Leibgarde Kardinals Matthäus Lang von Wellenburg. Dies lässt sich aus der Widmung seines Fechtbuches entnehmen”. Das Wappen des Kardinals wird von zwei Leibwächtern in der typischen Trabantenuniform und den Waffen des frühen 16. Jahrhunderts flankiert. Es lässt sich vermuten, dass Andre Paurnfeindt den Kardinal auf seinen häufigen Reisen nach Wien und Antwerpen begleitete. Diese Reisen führten wahrscheinlich zu der hohen Verbreitung des frühen Druckwerkes.
Über das weitere Leben des Fechtmeisters oder seinen Tod ist zurzeit nichts bekannt.

## Werk
Das von Andre Paurnfeindt verfasste Buch „Ergrundung Ritterlicher Kunst der Fechterey“ erschien erstmals 1516 in der Weihenburggasse in Wien bei dem Drucker und Verleger Hieronymus Vietor. 1538 wurde es in die Wallonische Sprache als „La noble science des ioueurs d’espee“ übersetzt und verlegt von Willem Vorsterman, einem äußerst erfolgreichen Verleger von 1504 bis 1542 in Antwerpen aktiv.
Das Buch umfasst das Fechten mit dem Langen Schwert, dem Dussak, der Halben Stange aus der Hand des Autors. Es wird ergänzt um Stücke des Fechtmeisters Andreas Liegnitzer zu dem Kampf mit dem Dolch, sowie Schwert und Buckler.
In weiten Ausschnitten erschien das Buch erneut in "Der Altenn Fechter anfengliche kunst" herausgegeben von Christian Egenolff in Frankfurt in mehreren Editionen von 1531 bis 1558. Der Freifechter Lienhart Sollinger kompilierte das Buch in eine Handschrift um das Jahr 1564.